# Shahīd Moḩammad Bāqer-e Şadr
Shahīd Moḩammad Bāqer-e Şadr (persiska: شهید محمّد باقر صدر, Maḩmīd, محمید) är en ort i Iran.   Den ligger i provinsen Khuzestan, i den västra delen av landet, 500 km sydväst om huvudstaden Teheran. Shahīd Moḩammad Bāqer-e Şadr ligger 73 meter över havet och antalet invånare är 445.
Terrängen runt Shahīd Moḩammad Bāqer-e Şadr är mycket platt. Runt Shahīd Moḩammad Bāqer-e Şadr är det ganska tätbefolkat, med 144 invånare per kvadratkilometer. Närmaste större samhälle är Susa, 11,5 km nordväst om Shahīd Moḩammad Bāqer-e Şadr. Trakten runt Shahīd Moḩammad Bāqer-e Şadr består till största delen av jordbruksmark.